# Diphasiastrum novoguineense
Diphasiastrum novoguineense là một loài thực vật có mạch trong Họ Thạch tùng. Loài này được (Nessel) Holub mô tả khoa học đầu tiên năm 1975.